# Lago Arajléi
El lago Arajléi (del ruso: Арахлей озеро) es un lago situado en el krai de Zabaikalie, en Rusia, en la parte sudeste de Siberia.

## Geografía
El lago forma parte de un sistema de seis lagos, el sistema lacustre Ivano-Arajléi, del cual es el lago central. Se encuentra a 50 km al oeste-noroeste de la ciudad de Chitá, capital del krai de Zabaikalie, en el seno de los montes Yáblonoi, en un largo valle que sigue el eje principal de estas montañas de nordeste a sudoeste.
El lago se encuentra al nivel de la divisoria de aguas entre las cuencas hidrográficas del Yeniséi, al sudoeste, y del Lena, al nordeste. De hecho el lago tiene dos emisarios, uno hacia el Yeniséi (el río Jilok, llamado Jolói durante dos kilómetros) y uno hacia el Lena, por medio del río Vitim y del lago Iván.
Situado a 965 m de altitud, el lago Arajléi tiene 10.9 km de longitud y una anchura de 6.8 km, una superficie de 58.5 km². Su volumen es de 0.61 kilómetros cúbicos. Su profundidad máxima es de 17 m. Las aguas del lago están ligeramente mineralizadas: su salinidad es de 1.000 a 2.000 mg por litro.
El lago es alimentado por dos pequeños ríos: el Domka (Домка) y el Griaznuja (Грязнуха). Su emisario, el Jolói (Холой), constituye el inicio del río Jilok y se dirige hacia el lago Shakshinkoye del que es el principal afluente.